# 向家壩水電站
向家壩水電站是位於中国金沙江下游干流的一座大型水力發電站，目前是已建成的中国第五、世界第九大的水电站。

## 簡介
向家壩水電站在2006年11月動工興建，2012年11月5日開始發電，计划2015年全部完工，建成後將成為中國第三大的水力發電站，是西電東送的骨干建設项目之一  。壩頂高度為162米，壩頂長度為909米，發電廠房分別位於右岸地下和左岸壩後，每個廠房設有四台發電機。2013年起，右岸坝后电站动工，增加三台发电机。至此，向家坝电站发电机总数量达到11台。
而同樣位於金沙江下游的溪洛渡水电站於2005年底開工，烏東德水電站和白鶴灘水電站也已開工建设。

### 地點
向家壩壩址位於四川省與雲南省交界的金沙江下游河段上，左岸為四川省宜宾市叙州区，右岸為雲南省昭通市水富市。電站下距宜賓市區33公里，離水富港2.5公里。

## 工程

### 開發目的
向家壩水電站的開發任務以發電為主，兼顧防洪、改善通航條件、灌溉，同時具有攔沙和為溪洛渡水電站進行反調節等作用。電站主要供電華中、華東地區，兼顧川、滇兩省用電需要。

### 樞紐概況
向家壩水電站樞紐由攔河大壩、匯洪排沙建築物、左岸壩後廠房、右岸地下廠房、左岸垂直升船機和兩岸灌溉取水口等組成，攔河大壩為混凝土重力壩，壩頂高程384米，最大壩高162米，壩頂長度909.26米。左岸壩後廠房位於溢流壩左側，右岸地下廠房位於右岸壩肩上遊山體內，左右岸各裝機4台單機容量80萬千瓦的水輪發電機組，總裝機容量640萬千瓦，年發電量307.47億千瓦時。垂直升船機位於左岸壩後廠房左側，按四級航道標準設計，最大提升高度114.2米，設計年過壩貨運量112萬噸，年客運量40萬人次，可通過2*500噸級船隊。灌溉取水口佈置在兩岸非溢流壩段，規劃灌溉面積370餘萬畝。
向家壩水庫正常蓄水位380米，死水位370米，水庫總庫容51.63億立方米，調節庫容9.03億立方米，可進行不完全年調節。按2006年一季度價格水平計算，整個工程靜態投資為人民幣434.24億元。

### 早期歷史
早在1957年，長江流域規劃辦公室（現長江水利委員會）開始對金沙江的局部河段進行查勘，其後，中國科學院綜合考察隊、武警水電三總隊、原水電部四川勘測設計處等有關單位，陸續對石鼓以下河段進行了查勘研究工作。
1985年，原水利電力部水利水電建設總局決定，金沙江向家壩水電站的可行性研究階段勘測工作由中國水電顧問集團中南勘測設計研究院（以下簡稱中南院）承擔。
1990年，國務院批准長江流域綜合利用報告，將溪洛渡水電站和向家壩水電站列為第一期工程優先開發。1990年12月，向家壩水電站壩址選擇報告通過審查。
1996年5月，向家壩水電站預可行性研究報告通過審查。1999年11月，三峽總公司和中南院正式簽訂可行性研究階段的勘測設計科研委託合同，向家壩水電站可行性勘測設計科研工作全面啟動。2002年10月，向家壩水電站經國務院批准立項。2004年11月，向家壩水電站可行性研究報告（樞紐部分）通過了由國家發改委組織的審查。隨後，環境保護、水土保持、征地移民等評價報告亦通過審查。

### 建設期
2004年7月，向家壩水電站籌建工程開工，到2006年9月底已經完成投資31.64億，主要進行了左右岸場內公路、供水、供電、通訊和營地場平等“四通一平”前期工程以及左岸調和300米以上邊坡工程、一期土石圍堰工程、太平骨料輸送線土建工程、右岸施工區還建公路、右岸地下廠房輔助洞室等。
向家壩水電站主體工程在2006年11月26日正式動工，投資總額289億人民幣。向家壩水電站的承建者為中國三峽總公司。
而為了讓工程開始，全長近29公里的宜水高速公路在水壩工程開始前建成投入使用，這条高速公路連接了四川和雲南兩省。
- 2008年12月28日完成大江截流。[3]
- 2012年11月5日首台機組正式投入發電运行。向家坝水电站7号机组，是世界上首台单机容量80万千瓦的水轮发电机组，也是目前世界单机容量最大的水轮发电机组，于2012年11月5日正式投产发电运行。[2]2012年10月10日至16日，在6天的蓄水期中，水库的水位由海拔278米提升到海拔354米，水位升幅高达76米，如此快速地大幅度提高水位，在国内外的大型电站水库蓄水过程中尚无先例。
- 2015年全部建設完工。

## 容量

### 蓄水量
向家壩正常蓄水位為380米，並預留汛期防洪庫容9.03億立方米。

### 發電量
向家壩水電站建成後总装机容量達775万千瓦，共装机8台60万千瓦和3台45万千瓦的水轮发电机组，是三峽水電站的三分之一。計劃中在正常蓄水位下保证出力200.9萬千瓦，2015年發電量307.47億千瓦時，2016年發电量332.3億千瓦時，17年328.45億，18年330.8億，19年337億千瓦時。

### 輸電量
向家壩水電站所發出的電將以特高壓直流電的形式送往華中及華東地區，輸電壓為800千伏、輸電量為640萬千瓦。能源在輸送過程中僅損耗7%。

## 向家坝升船机
向家坝升船机是全平衡齿轮爬升螺母柱保安式一级垂直升船机，是三峡大坝之后全世界第二座巨型升船机。位于大坝左岸，由上游引航道、上闸首、船厢室段、下闸首和下游引航道等五部分组成，全长约1530米。最大提升高度114.2米，提升重量约8150吨，其中船厢结构总重量约1803吨。设计年货运量112万吨。船舶过机时间最快35分钟。升船机按IV级航道标准设计，设计代表船型为2×500吨级一顶二驳船队，同时兼顾1000吨级单船。

## 影響及爭議

### 影響
- 向家壩水庫淹沒區包括四川宜賓市和雲南水富市之間的8個縣市
- 淹沒區內有8萬8千人須遷離
- 2011年3月，向家坝水电站库区移民因不满征地拆迁补偿政策，向绥江县人民政府反映诉求。后封锁了库区施工的通行道路。[4]

### 爭議
- 環保人士認為，向家壩會危害白鱘、達氏鱘和胭脂魚等共64種長江上游稀有魚類的生存環境，可能導致這些魚類絕種。
- 連同其他在長江上游的水電站一起在長江上游大量蓄水，將令水資源截留在長江上游，導致重慶及中下游水短缺而持續乾旱，並改變河流調節氣候的功能導致氣候惡化。
- 金沙江為長江最險峻的河段，其壯麗景觀將因水壩及水庫遭破壞，將危及聯合國世界自然遺產：「三江並流」（怒江、金沙江和瀾滄江）的景觀。